# Coppa Libertadores 2015 (fase a gironi)
Questa voce raccoglie un approfondimento sulle gare della fase a gironi dell'edizione 2015 della Coppa Libertadores.

## Formato
In ogni gruppo le squadre si sono affrontate secondo la formula del girone all'italiana, con partite di andata e ritorno. Le prime due classificate di ciascun gruppo hanno avuto accesso alla fase a eliminazione diretta. Nel caso che due o più squadre avessero concluso a pari punti nel raggruppamento, venivano adottati i seguenti criteri in ordine di importanza per stabilire le posizioni nella classifica finale:
1. differenza reti;
2. reti realizzate;
3. reti realizzate in trasferta;
4. sorteggio.

## Sorteggio
Il sorteggio per definire la composizione dei gruppi si è tenuto il 2 dicembre 2014 a Luque, in Paraguay, in concomitanza col sorteggio della prima fase. Le 32 squadre partecipanti, le 26 ammesse direttamente e le 6 vincitrici della prima fase, sono state divise in 8 gruppi, ciascuno composto da 4 squadre. Ogni squadra ha giocato con le altre 3 squadre del proprio girone con partite di andata e ritorno.
| Urna 1            | Urna 1 |
| ----------------- | ------ |
| San Lorenzo       |        |
| River Plate       |        |
| Cruzeiro          |        |
| Atlético Mineiro  |        |
| Atlético Nacional |        |
| Emelec            |        |
| Sporting Cristal  |        |
| Zamora FC         |        |

| Urna 2        | Urna 2 |
| ------------- | ------ |
| Racing Club   |        |
| Boca Juniors  |        |
| San Paolo     |        |
| Internacional |        |
| Ind. Santa Fe |        |
| Barcelona SC  |        |
| Juan Aurich   |        |
| Mineros       |        |

| Urna 3               | Urna 3 |
| -------------------- | ------ |
| Univ. Sucre          |        |
| San José             |        |
| Colo-Colo            |        |
| Universidad de Chile |        |
| Libertad             |        |
| Guaraní              |        |
| Danubio              |        |
| Montevideo Wanderers |        |

| Urna 4              | Urna 4 |
| ------------------- | ------ |
| Tigres UANL         |        |
| Atlas               |        |
| Vincente partita G1 |        |
| Vincente partita G2 |        |
| Vincente partita G3 |        |
| Vincente partita G4 |        |
| Vincente partita G5 |        |
| Vincente partita G6 |        |

Le sei squadre ammesse dalla prima fase furono:
- Huracán come vincente partita G1,
- Estudiantes (LP) come vincente partita G2,
- Deportivo Táchira come vincente partita G3,
- The Strongest come vincente partita G4,
- Palestino come vincente partita G5,
- Corinthians come vincente partita G6.

## Gruppo 1

### Classifica
| Pos | Squadra          | Pt | G | V | N | P | GF | GS | DR |
| --- | ---------------- | -- | - | - | - | - | -- | -- | -- |
| 1.  | Ind. Santa Fe    | 12 | 6 | 4 | 0 | 2 | 10 | 5  | +5 |
| 2.  | Atlético Mineiro | 9  | 6 | 3 | 0 | 3 | 5  | 4  | +1 |
| 3.  | Colo-Colo        | 9  | 6 | 3 | 0 | 3 | 8  | 9  | -1 |
| 4.  | Atlas            | 6  | 6 | 2 | 0 | 4 | 4  | 9  | -5 |

### Risultati
| Arbitro: | Haro |

|  |           |           |
|  | Marcatori | 78’ Arias |

| Arbitro: | Vigliano |

|                        |           |  |
| Flores 39’ Paredes 67’ | Marcatori |  |

| Arbitro: | Ubríaco |

|  |           |            |
|  | Marcatori | 87’ Suárez |

| Arbitro: | Delfino |

|                      |           |                  |
| Morelo 35’, 44’, 66’ | Marcatori | 52’ (rig.) Suazo |

| Arbitro: | Orosco |

|                         |           |  |
| Paredes 69’ (rig.), 90’ | Marcatori |  |

| Arbitro: | Pitana |

|  |           |            |
|  | Marcatori | 59’ Pratto |

| Arbitro: | Pitana |

|                   |           |                                |
| Medina 20’ (rig.) | Marcatori | 10’, 84’ Paredes 90+2’ Cáceres |

| Arbitro: | Cunha |

|                          |           |  |
| Carlos 13’ Guilherme 90’ | Marcatori |  |

| Arbitro: | Loustau |

|              |           |  |
| González 40’ | Marcatori |  |

| Arbitro: | Ubríaco |

|  |           |                             |
|  | Marcatori | 30’ Páez 46’ Pérez 67’ Mina |

| Arbitro: | Vera |

|                               |           |  |
| Pratto 19’ Rafael Carioca 80’ | Marcatori |  |

| Arbitro: | Vigliano |

|                                |           |               |
| Pérez 21’ Roa 31’ Rivera 90+2’ | Marcatori | 61’ Kannemann |

## Gruppo 2

### Classifica
| Pos | Squadra     | Pt | G | V | N | P | GF | GS | DR  |
| --- | ----------- | -- | - | - | - | - | -- | -- | --- |
| 1.  | Corinthians | 13 | 6 | 4 | 1 | 1 | 9  | 3  | +6  |
| 2.  | San Paolo   | 12 | 6 | 4 | 0 | 2 | 9  | 4  | +5  |
| 3.  | San Lorenzo | 7  | 6 | 2 | 1 | 3 | 3  | 4  | -1  |
| 4.  | Danubio     | 3  | 6 | 1 | 0 | 5 | 4  | 14 | -10 |

### Risultati
| Arbitro: | Marques |

|                      |           |  |
| Elias 12’ Jádson 68’ | Marcatori |  |

| Arbitro: | Cáceres |

|            |           |                     |
| Castro 11’ | Marcatori | 86’ Matos 88’ Cetto |

| Arbitro: | Osses |

|                                             |           |  |
| Pato 4’, 41’ Reinaldo 69’ Jonathan Cafú 89’ | Marcatori |  |

| Arbitro: | Vera |

|  |           |           |
|  | Marcatori | 66’ Elias |

| Arbitro: | Bascuñán |

|               |           |                         |
| Barreto 90+3’ | Marcatori | 70’ Guerrero 80’ Felipe |

| Arbitro: | Roldán |

|                   |           |  |
| Michel Bastos 90’ | Marcatori |  |

| Arbitro: | Osses |

|                 |           |  |
| Cauteruccio 71’ | Marcatori |  |

| Arbitro: | Haro |

|                                   |           |  |
| Jádson 27’ Guerrero 34’, 46’, 68’ | Marcatori |  |

| Arbitro: | Argote |

|          |           |                        |
| Sosa 48’ | Marcatori | 60’ Pato 90’ Centurión |

| San Paolo 16 aprile 2015, ore 22:00 UTC-3 5ª giornata | Corinthians | 0 – 0 referto | San Lorenzo | Arena Corinthians\| Arbitro: \| Carrillo \| |
| Arbitro:                                              | Carrillo    |               |             |                                             |

| Arbitro: | Buitrago |

|  |           |           |
|  | Marcatori | 89’ Viana |

| Arbitro: | Ricci |

|                                    |           |  |
| Luís Fabiano 31’ Michel Bastos 39’ | Marcatori |  |

## Gruppo 3

### Classifica
| Pos | Squadra     | Pt | G | V | N | P | GF | GS | DR |
| --- | ----------- | -- | - | - | - | - | -- | -- | -- |
| 1.  | Cruzeiro    | 11 | 6 | 3 | 2 | 1 | 8  | 3  | +5 |
| 2.  | Univ. Sucre | 9  | 6 | 2 | 3 | 1 | 4  | 3  | +1 |
| 3.  | Huracán     | 7  | 6 | 1 | 4 | 1 | 6  | 7  | -1 |
| 4.  | Mineros     | 4  | 6 | 1 | 1 | 4 | 5  | 10 | -5 |

### Risultati
| Arbitro: | Vélez |

|                                     |           |                         |
| Villarruel 28’ Domínguez 89’ (rig.) | Marcatori | 22’, 82’ (rig.) Valoyes |

| Sucre 25 febbraio 2015, ore 21:00 UTC-5 1ª giornata | Univ. Sucre | 0 – 0 referto | Cruzeiro | Stadio Olimpico Patria\| Arbitro: \| Ponce \| |
| Arbitro:                                            | Ponce       |               |          |                                               |

| Arbitro: | Guerrero |

|  |           |            |
|  | Marcatori | 74’ Castro |

| Belo Horizonte 3 marzo 2015, ore 22:00 UTC-5 2ª giornata | Cruzeiro | 0 – 0 referto | Huracán | Stadio Mineirão\| Arbitro: \| Cáceres \| |
| Arbitro:                                                 | Cáceres  |               |         |                                          |

| Sucre 10 marzo 2015, ore 18:30 UTC-4 3ª giornata | Univ. Sucre | 0 – 0 referto | Huracán | Stadio Olimpico Patria\| Arbitro: \| Argote \| |
| Arbitro:                                         | Argote      |               |         |                                                |

| Arbitro: | Vera |

|  |           |                           |
|  | Marcatori | 12’ Damião 83’ Marquinhos |

| Arbitro: | Mereles |

|           |           |            |
| Ábila 35’ | Marcatori | 40’ Suárez |

| Arbitro: | Osorio |

|                                                   |           |  |
| De Arrascaeta 13’ Leandro Damião 15’ Henrique 73’ | Marcatori |  |

| Arbitro: | Polic |

|                               |           |                           |
| Ábila 15’, 26’ Mancinelli 63’ | Marcatori | 61’ (rig.) Leandro Damião |

| Arbitro: | Arias |

|                         |           |  |
| Castro 45+1’ Suárez 85’ | Marcatori |  |

| Arbitro: | Zambrano |

|                     |           |  |
| Willian 38’ Léo 57’ | Marcatori |  |

| Arbitro: | Fedorczuk |

|                             |           |  |
| Valoyes 10’, 40’ Acosta 65’ | Marcatori |  |

## Gruppo 4

### Classifica
| Pos | Squadra              | Pt | G | V | N | P | GF | GS | DR |
| --- | -------------------- | -- | - | - | - | - | -- | -- | -- |
| 1.  | Internacional        | 13 | 6 | 4 | 1 | 1 | 13 | 7  | +6 |
| 2.  | Emelec               | 10 | 6 | 3 | 1 | 2 | 9  | 5  | +4 |
| 3.  | The Strongest        | 9  | 6 | 3 | 0 | 3 | 10 | 11 | -1 |
| 4.  | Universidad de Chile | 3  | 6 | 1 | 0 | 5 | 7  | 16 | -9 |

### Risultati
| Arbitro: | Trucco |

|  |           |             |
|  | Marcatori | 64’ Bolaños |

| Arbitro: | Vélez |

|                              |           |                         |
| Chumacero 11’, 86’ Wayar 15’ | Marcatori | 49’ (rig.) D'Alessandro |

| Arbitro: | Argote |

|                                   |           |  |
| Bolaños 4’ Fernández 24’ Mena 69’ | Marcatori |  |

| Arbitro: | Carrillo |

|                                                      |           |             |
| D'Alessandro 45’ (rig.) Jorge Henrique 61’ Sasha 78’ | Marcatori | 67’ Canales |

| Arbitro: | Pitana |

|                               |           |                      |
| Nilmar 11’ Alex 60’ Réver 82’ | Marcatori | 23’ Burbano 45’ Mena |

| Arbitro: | Lamouroux |

|                                       |           |             |
| Lorenzetti 20’ Ubilla 71’ Canales 78’ | Marcatori | 17’ Escobar |

| Arbitro: | Amarilla |

|                                                                 |           |                                   |
| Centurión 45’ Castro 51’ Cristaldo 69’ Martelli 73’ Ramallo 86’ | Marcatori | 21’ Benegas 71’ Ubilla 72’ Corujo |

| Arbitro: | Vigliano |

|          |           |             |
| Mena 32’ | Marcatori | 56’ Vitinho |

| Arbitro: | Buitrago |

|               |           |  |
| Chumacero 58’ | Marcatori |  |

| Arbitro: | Trucco |

|  |           |                                               |
|  | Marcatori | 9’, 32’ Nilmar 13’ Eduardo Sasha 58’ Valdívia |

| Arbitro: | García Orozco |

|                  |           |  |
| Bolaños 42’, 63’ | Marcatori |  |

| Arbitro: | Cáceres |

|              |           |  |
| Valdívia 41’ | Marcatori |  |

## Gruppo 5

### Classifica
| Pos | Squadra              | Pt | G | V | N | P | GF | GS | DR  |
| --- | -------------------- | -- | - | - | - | - | -- | -- | --- |
| 1.  | Boca Juniors         | 18 | 6 | 6 | 0 | 0 | 19 | 2  | +17 |
| 2.  | Montevideo Wanderers | 10 | 6 | 3 | 1 | 2 | 9  | 8  | +1  |
| 3.  | Palestino            | 7  | 6 | 2 | 1 | 3 | 6  | 6  | 0   |
| 4.  | Zamora FC            | 0  | 6 | 0 | 0 | 6 | 3  | 21 | -18 |

### Risultati
| Arbitro: | Orosco |

|                                                   |           |                        |
| Rodríguez 45’ Albarracín 79’ (rig.) Reymundez 82’ | Marcatori | 26’ Murillo 54’ Flores |

| Arbitro: | Roldán |

|  |           |                         |
|  | Marcatori | 38’ Chávez 69’ Palacios |

| Arbitro: | Marques |

|                       |           |            |
| Komar 33’ Osvaldo 43’ | Marcatori | 34’ Riolfo |

| Arbitro: | Quintana |

|  |           |             |
|  | Marcatori | 45’ Márquez |

| Arbitro: | Vélez |

|            |           |  |
| Santos 23’ | Marcatori |  |

| Arbitro: | Buitrago |

|                                                         |           |  |
| Meli 8’ Lodeiro 15’ Carrizo 37’ Osvaldo 69’, 82’ (rig.) | Marcatori |  |

| Arbitro: | de Oliveira |

|             |           |                                                |
| Murillo 18’ | Marcatori | 52’, 90+1’ Martínez 58’, 71’ Colazo 77’ Chávez |

| Arbitro: | Carrillo |

|              |           |              |
| J. Silva 66’ | Marcatori | 36’ A. Silva |

| Arbitro: | Maldonado |

|                                             |           |  |
| Cháves 46’, 85’ Valencia 68’ Vidangossy 88’ | Marcatori |  |

| Arbitro: | Ricci |

|  |           |                            |
|  | Marcatori | 9’, 49’ Calleri 74’ Monzón |

| Arbitro: | Cáceres |

|  |           |                                         |
|  | Marcatori | 34’ Santos 64’ Albarracín 88’ Rodríguez |

| Arbitro: | Sampaio |

|                         |           |  |
| Marín 82’ Calleri 90+2’ | Marcatori |  |

## Gruppo 6

### Classifica
| Pos | Squadra     | Pt | G | V | N | P | GF | GS | DR |
| --- | ----------- | -- | - | - | - | - | -- | -- | -- |
| 1.  | Tigres UANL | 14 | 6 | 4 | 2 | 0 | 16 | 7  | +9 |
| 2.  | River Plate | 7  | 6 | 1 | 4 | 1 | 8  | 7  | +1 |
| 3.  | Juan Aurich | 6  | 6 | 1 | 3 | 2 | 9  | 11 | -2 |
| 4.  | San José    | 4  | 6 | 1 | 1 | 4 | 3  | 11 | -8 |

### Risultati
| Arbitro: | Falce |

|                             |           |  |
| Guerrón 38’, 59’ Dueñas 65’ | Marcatori |  |

| Arbitro: | Fedorczuk |

|                       |           |  |
| Orué 81’ Valverde 88’ | Marcatori |  |

| Arbitro: | Ricci |

|             |           |             |
| Sánchez 73’ | Marcatori | 40’ Guerrón |

| Arbitro: | Gamboa |

|                      |           |  |
| Valoyes 6’ Ramos 23’ | Marcatori |  |

| Arbitro: | Cunha |

|  |           |            |
|  | Marcatori | 39’ Escoto |

| Arbitro: | Quintana |

|             |           |             |
| Rengifo 67’ | Marcatori | 22’ Balanta |

| Arbitro: | Argote |

|                                              |           |  |
| Guerrón 2’ Rafael Sóbis 20’, 85’ Arévalo 78’ | Marcatori |  |

| Arbitro: | Osorio |

|             |           |             |
| Mercado 26’ | Marcatori | 90’ Delgado |

| Arbitro: | Zambrano |

|           |           |             |
| Reyes 35’ | Marcatori | 42’ Delgado |

| Arbitro: | Vélez |

|                         |           |                        |
| Arévalo 12’ Álvarez 69’ | Marcatori | 87’ Gutiérrez 90’ Mora |

| Arbitro: | Cortez |

|                                    |           |  |
| Mora 43’, 53’ (rig.) Gutiérrez 55’ | Marcatori |  |

| Arbitro: | Vera |

|                                         |           |                                                       |
| Pacheco 14’, 83’ Tejada 43’, 52’ (rig.) | Marcatori | 11’, 17’, 74’ Esqueda 67’ Villalpando 82’ Espericueta |

## Gruppo 7

### Classifica
| Pos | Squadra           | Pt | G | V | N | P | GF | GS | DR |
| --- | ----------------- | -- | - | - | - | - | -- | -- | -- |
| 1.  | Atlético Nacional | 11 | 6 | 3 | 2 | 1 | 12 | 7  | +5 |
| 2.  | Estudiantes (LP)  | 10 | 6 | 3 | 1 | 2 | 7  | 3  | +4 |
| 3.  | Libertad          | 8  | 6 | 2 | 2 | 2 | 5  | 8  | -3 |
| 4.  | Barcelona SC      | 4  | 6 | 1 | 1 | 4 | 5  | 11 | -6 |

### Risultati
| Arbitro: | Ricci |

|                               |           |                             |
| González 20’ López 34’ (rig.) | Marcatori | 5’ Zeballos 60’ (rig.) Ruiz |

| Arbitro: | Lopes |

|                        |           |  |
| Carrillo 16’, 36’, 75’ | Marcatori |  |

| Arbitro: | Fedorczuk |

|  |           |             |
|  | Marcatori | 78’ Recalde |

| Arbitro: | Bascuñán |

|              |           |          |
| Zeballos 43’ | Marcatori | 69’ Jara |

| Arbitro: | Osses |

|           |           |                       |
| Alemán 1’ | Marcatori | 65’ Guerra 90+4’ Ruiz |

| Arbitro: | Cortez |

|             |           |  |
| Tréllez 63’ | Marcatori |  |

| Arbitro: | Marques |

|              |           |  |
| Carrillo 80’ | Marcatori |  |

| Arbitro: | Vuaden |

|                        |           |                               |
| Palomino 27’ Mejía 71’ | Marcatori | 38’ Esterilla 46’, 52’ Alemán |

| Arbitro: | Fedorczuk |

|  |           |           |
|  | Marcatori | 37’ Mejía |

| Arbitro: | Carrillo |

|             |           |               |
| Benítez 57’ | Marcatori | 10’ Esterilla |

| Arbitro: | Lopes |

|                                    |           |  |
| Mejía 29’ Ruiz 51’, 53’ Copete 73’ | Marcatori |  |

| Arbitro: | Cunha |

|  |           |                         |
|  | Marcatori | 78’ Acosta 83’ Carrillo |

## Gruppo 8

### Classifica
| Pos | Squadra           | Pt | G | V | N | P | GF | GS | DR |
| --- | ----------------- | -- | - | - | - | - | -- | -- | -- |
| 1.  | Racing Club       | 12 | 6 | 4 | 0 | 2 | 15 | 7  | +8 |
| 2.  | Guaraní           | 9  | 6 | 2 | 3 | 1 | 12 | 10 | +2 |
| 3.  | Sporting Cristal  | 7  | 6 | 1 | 4 | 1 | 6  | 7  | -1 |
| 4.  | Deportivo Táchira | 3  | 6 | 0 | 3 | 3 | 6  | 15 | -9 |

### Risultati
| Arbitro: | Bascuñán |

|  |           |                                        |
|  | Marcatori | 21’ Lollo 40’, 53’, 69’ Bou 56’ Milito |

| Arbitro: | Cortez |

|                             |           |                        |
| Fernández 70’ Santander 84’ | Marcatori | 32’ Pereyra 48’ Ballón |

| Arbitro: | Cunha |

|                              |           |               |
| Bou 44’, 79’, 82’ Milito 48’ | Marcatori | 65’ Santander |

| Arbitro: | Machado |

|             |           |              |
| Lobatón 27’ | Marcatori | 88’ González |

| Arbitro: | Zambrano |

|               |           |                         |
| Fernández 67’ | Marcatori | 58’, 81’ (rig.) Lobatón |

| Arbitro: | Haro |

|                                                                       |           |                        |
| Ocampo 10’ Mendoza 35’ Santander 40’ (rig.) Benítez 41’ Fernández 88’ | Marcatori | 17’ González 49’ López |

| Arbitro: | Fedorczuk |

|  |           |                              |
|  | Marcatori | 77’ (rig.) Milito 89’ Videla |

| Arbitro: | Buitrago |

|                     |           |                    |
| González 21’ (rig.) | Marcatori | 42’ (rig.) Benítez |

| Arbitro: | Lopes |

|                         |           |  |
| Santander 67’ Palau 81’ | Marcatori |  |

| San Cristóbal 8 aprile 2015, ore 18:45 UTC-4:30 5ª giornata | Deportivo Táchira | 0 – 0 referto | Sporting Cristal | Stadio polisportivo de Pueblo Nuevo\| Arbitro: \| Orosco \| |
| Arbitro:                                                    | Orosco            |               |                  |                                                             |

| Arbitro: | Bascuñán |

|            |           |               |
| Blanco 59’ | Marcatori | 14’ Santander |

| Arbitro: | Orbe |

|                                  |           |               |
| Milito 58’ Bou 70’ Fernández 90’ | Marcatori | 30’, 49’ Meza |